# 好丽友
好丽友食品有限公司（韓語：주식회사 오리온）是一間韩国食品公司，总部在首尔龙山区文培洞。
好丽友在1990年代末独立发展之前为韩国东洋集团成员，当时的公司名称是东洋制果。好丽友的主要食品是「好丽友·派」（Choco-Pie）。

## 争议
2022年2月底，有网友认为好丽友在华销售的好丽友派与其他国家的配料不同而存在双标，并认为好丽友对中国与俄罗斯产品进行涨价。随后，该问题迅速发酵。
2022年3月1日晚，好丽友（中国）对此进行回应，
|                  | “一、关于价格调整好丽友食品有限公司在中国市场的产品价格近年来一直保持稳定。尽管受原辅材料价格大幅上涨影响，也只是在2021年9月对受影响较大的派品类中3个品牌的产品价格做出微调，其余品类如膨化、饼干、糖果等产品价格均保持不变,并且自2021年9月后所有产品价格未再做任何调整。好丽友集团在各国设立的公司均独立运营，不同国家受原料及人工成本上涨影响不同，因此价格调整周期亦不尽相同。近年来好丽友集团其他国家产品的价格也做过微调，但中国市场并未随之调鉴。 二、关于好丽友·派配料，为确保各国消费者吃到的好丽友·派品质如一，好丽友集团制定了全球统一的质量标准。由于不同国家产品标签标注法规及原料称调各不相同，最终体现在配料表上也会略有差异。各个国家好丽友·派涂层部分所用配料中可可粉、可可液块、奶粉、油脂（代可可脂）等，原料型号，标准完全一样，甚至部分供应商也完全相同，不存在所谓双标问题。需要特别说明的是，代可可脂与反式脂肪酸完全是两个不同的概念。基于全球统一质量标准严格管控，好丽友旗下全系列产品依照食品安全国家标准[GB5009.257-2016]对反式脂肪酸含量进行检测，结果均符合国家标准中反式脂肪为0克的营养成分标注标准。” |
| ——好丽友的声明函 | |

2023年3月27日，天津海关发现，2022年8月间，好丽友廊坊公司以一般贸易方式分别向天津东疆海关、天津新港海关申报进口预拌粉3票共计135000千克，其向海关商品编号申报不实，经核算漏缴税款共计人民币22.29万元。天津海关依据《中华人民共和国海关法》第八十六条第三项、《中华人民共和国海关行政处罚法实施条例》第十五条第四项、第十六条的规定，对好丽友罚款人民币12.25万元。

## 标志
- 1956-1989
- 1988-2003
- 1989-至今
- 英文标志
- 中文标志
- 公司标志